# 邓炎棠
邓炎棠（1933年—），男，广东新会人，中国水稻遗传育种专家，全国先进工作者，全国劳动模范，曾任中国遗传学会理事，第五届全国人大代表。